# روجيب
روجيب  قرية فلسطينية من قرى الضفة الغربية التي احتلّتها اسرائيل في حرب 1967.وتقع على بعد بضعة كيلومترات جنوب شرق مدينة نابلس، ويبلغ عدد سكانها 6383 نسمة.

## الموقع
تقع قرية روجيب جنوب شرق مدينة نابلس، وتبعد عن مركز المدينة 4 كم، وتعد هذه القرية من أحياء مدينة نابلس لقربها من المدينة، يحدها من الغرب قرية كفر قليل وجبل جرزيم، ومن الشرق قرية بيت فوريك وبيت دجن ومن الشمال مخيم بلاطه، ومن الجنوب بلدة حوارة وعورتا.

## المساحة
تبلغ مساحة روجيب حوالي 20000 دونم ويبلغ المخطط الهيكلي للقرية حوالي 500 دونم، وتبلغ مساحة الأراضي المزروعة في القرية حوالي 5000 دونم، وتبلغ مساحة الأراضي البور وغير المزروعة حوالي 3000 دونم، وهذه الأراضي تعتبر وعره وغير صالحه للزراعة وبحاجة إلى استصلاح وفتح طرق زراعية من أجل استصلاحها. ويعاني أهل القرية من بعض الصعوبات والتي تتمثل في عدم قدرتهم على الوصول إلى أراضيهم من أجل زراعتها أو قطف الزيتون وذلك بسبب قرب هذه الأراضي من مستوطنة ايتمار والمقامة شرقي القرية. حيث يوجد الكثير من الأحراش المزروعة بالزيتون واللوزيات التي يمنع الجيش الإسرائيلي المواطنين من الاقتراب إليها. ويقوم بالاعتداء عليهم.
وهنا بعض المناطق في القرية:
فرامة، التربيعة. الخرابة. خله نصير. خلة الضحاك. الصومعة. راس اللبيد.

## السكان
يبلغ عدد سكان القرية 6383 نسمة حاليا وقد بلغ عدد السكان عام 1997 وحسب التعداد العام للسكان والمساكن (2926 نسمه) حيث بلغت نسبة الذكور 51.8% ونسبة الإناث 48.2%.
3-الوافدون: وهم عبارة عن السكان القادمون إلى القرية من مدينة نابلس ومخيم بلاطه والمناطق المحيطة بها وأصبحت هذه الفئة تمثل نسبه جيدة من أهل القرية، تسكن في المناطق المحاذية لإسكان روجيب. حيث أصبحت القرية محط أنظار لمن يريد أن يسكن بها من المناطق المحيطة بها نظرا لقربها من المدينة ولتوفر جميع الخدمات في القرية.
روجيب كباقي أو معظم القرى الفلسطينية كانت تعتمد على نظام المخترة (المخاتير)، حيث لم يسمح الاحتلال الصهيوني ومنذ بداية الاحتلال باستحداث أو تكوين مجالس قروية في القرى الفلسطينية، وذلك لأسباب سياسية، وبقيت معظم القرى تعتمد على هذا النظام حتى قدوم السلطة الوطنية الفلسطينية عام 1994.
إلا أن قرية روجيب وبناء على التطور السريع التي مرت به خلال ثلاثة العقود الماضية، كانت بحاجه ماسه إلى وجود مجلس قروي لإدارة شوؤن القرية، ونتيجه لعدم سماح قوات الاحتلال بوجود مثل هذه المؤسسة فيها فقد تم منذ عام 1978 وعند بداية التفكير في ربط روجيب بشبكة كهرباء مدينة نابلس حيث كان لا بد من وجود مجلس يدير هذا المشروع.
لذلك تم إنشاء ما يعرف بلجنة مشاريع قرية روجيب حيث تولت هذه اللجنة بإدارة مشروع الكهرباء ومن ثم المياه عام 1983 وكذلك تولت هذه اللجنة تطوير القرية ودراسة اجتياجاتها وتوفير التمويل المناسب لتمويل هذه المشاريع، وبقيت هذه اللجنة على هذه الحال لحين قدوم السلطة الوطنية الفلسطينية عام 1994 حيث تم تحويل هذه اللجنة وتغيير اسمها من لجنة مشاريع إلى مجلس قروي روجيب وكانت تعتمد في تكوينها على العائلية والتنظيم السياسي في القرية وبقيت على هذه الحالة حتى 25/9/2005 ولحين انتخاب أول مجلس قروي بطريقة ديمقراطية.

## الاقتصاد وموارد السكان

### الزراعة
تعتبر الزراعة وتربية المواشي والأبقار والدواجن من الموارد الرئيسة لأهالي القرية، وتعتبر روجيب من أهم المصادر للألبان والاجبان في مدينة نابلس.
كما يوجد مساحه لا بأس بها من أشجار الزيتون والتين واللوز ويستخدم هذا الإنتاج للاستهلاك المحلي فقط وليس للتجارة، وهناك بعض المزروعات البقولية والحبوب مثل القمح والشعير وغيرها من المزروعات ولكن على مستوى ضيق. ويواجه القطاع الزراعي بعض المشاكل الخاصة والتي تحتاج إلى تدخل السلطة لمعالجتها ودعم المزارع الفلسطيني، حيث يخضع التسويق الزراعي للمنتجات الزراعية وخاصة الألبان والاجبان لحاجة السوق أما بالنسبة للأعلاف فالأسعار يتحكم بها المصدر الرئيسي وهو إسرائيل ويلاحظ بان أسعار الحبوب خلال عشر السنوات الماضية ارتفعت بنسبة 100% أو أكثر أما بالنسبة لسعر المنتج فهو ثابت بل نقص نظرا للعرض والطلب وهذا بدوره أدى إلى تخلي بعض المزارعين عن تربية الأغنام والأبقار والتخلي عن هذا المجال نظرا لعدم جدواه الاقتصادية.

### التجارة والصناعة
يوجد العديد من المحلات التجارية(بقاله، صيدليه، ملاحم، مواد صحية، مطعم، صالون حلاقه، مشاغل خياطه، وغيرها) في القرية وكذلك يوجد العديد من المصانع حيث يوجد بها مصنع بلاستيك(عدد3) ومصنع طوب ومخازن كبيرة تزود الضفة الغربية كاملة ببعض المواد والسلع المستوردة والمصنعة داخل الوطن ويوجد بعض ورش الحدادة والنجارة ويوجد مطحنه وغيرها حيث يعمل في هذا المجال نسبة كبيرة من أهل القرية.
ونظرا لتوفر الكهرباء الصناعية في القرية منذ أكثر من 20 عاما فقد أصبحت القرية محط أنظار المستثمرين من اجل إقامة المصانع في القرية، وهذا بدوره أدى إلى ارتفاع سعر أراضي القرية بحيث أصبح سعر الدونم في بعض المناطق حوالي 50,000 دينار.

### القطاع العام
نظرا لارتفاع نسبة التعليم في القرية في العقدين الماضيين فقد أصبح هناك مجموعة من الأكاديميين يعملون في الوظائف الحكومية مثل التربية والتعليم أو الاجهزه الأمنية أو الوزارات الأخرى في السلطة وكذلك يوجد العديد منهم يعمل في القطاع الخاص مثل المؤسسات والشركات والبنوك

### العمل في إسرائيل
يوجد عدد قليل من أهل القرية يعملون في إسرائيل أو في منطقة بركان الصناعية والعديد من المستوطنات الإسرائيلية القريبة.
ويلاحظ بان هناك تنوع في المجال الاقتصادي التي يعمل بها أهل القرية وهذا بدوره أدى إلى صمود القرية خلال فترة انتفاضة الأقصى رغم الحصار الإسرائيلي الغاشم لمدينة نابلس والقرى المحيطة بها منذ أكثر من خمس سنوات.

## التعليم والثقافة
أسس أول مدرسه للذكور في القرية عام 1947 حيث كانت النواة الرئيسة للتعليم في القرية وعكف أهل القرية على تطوير المدارس منذ نشأتها حيث كانت في بداية التأسيس تعليما مختلطا لكل من الذكور والإناث ومع تطور القرية أصبح هناك مدرسه لكلا الجنسين وفي عام 1994 م تطورت مدرسة روجيب الثانوية لتصبح ثانوية كاملة لكلم من الإناث والذكور وفي عام 2002 تطورت مدرسة الإناث لتصبح مدرسه ثانوية كاملة ويوجد في القرية حاليا 3 مدارس كالتالي:
1.مدرسة روجيب الثانوية للبنين: ويدرس فيها حوالي 500 طالب.
2.مدرسة روجيب الثانوية للبنات: ويدرس فيها 300 طالبة.
3. مدرسة روجيب الثانوية للبنات (مدرسة محمد بن راشد آلِ مكتوم) يدرس فيها حوالي 490 طالبة
و يعنى المجلس القروي بالمدارس ويقدم لها جميع الخدمات، ويوليها رعاية خاصة، حيث العمل الدائم على تطويرها وتزويدها بالخدمات اللازمة من أجل رفع المستوى التعليمي وإظهاره على الوجه الأكمل.
حيث قام المجلس بالعديد من المشاريع التي تخدم المدارس وتسهل العملية التعليمية والتي تم ذكرها سابقاً ضمن بند إنجازات المجلس.
وقام أخيرا المجلس القروي وبمنحة من سيادة الرئيس الراحل أبو عمار بشراء قطعة أرض بمساحة 5 دونمات من اجل بناء مدرسه نموذجيه ويعمل المجلس حاليا على عمل المخططات والدراسات اللازمة لهذه المدرسة للحصول على تمويل لبنائها.
ويوجد في القرية عدد كبير ممن يحملون الشهادات العلمية العليا وفي كافة التخصصات حيث اشتد التنافس في التعليم خلال العقدين الماضيين بين أهل القرية للتحصيل التعليمي ويوجد حاليا أكثر من 150 طالبا في مختلف الجامعات الفلسطينية والاجنبية وفي مختلف التخصصات، حيث أصبح التنافس العلمي السمة البارزة لاهل القرية.
وعمل المجلس القروي في عام 2003 على إنشاء روضة روجيب النموذجية من اجل خدمة أهل القرية حيث كان اهالي القرية يرسلون أبناءهم إلى مدينة نابلس للالتحاق برياض الأطفال.
قام المجلس القروي بإنشاء الروضة لتقديم هذه الخدمة إلى اهالي القرية باقل التكاليف ولتسهيل امورهم ويدرس فيها حاليا حوالي 100 طفل ويقوم المجلس حاليا بعمل الدراسات والمخططات اللازمة لتوسيع الروضة حيث أصبحت الابنية غير كافية نظرا للإقبال المتزايد عليها.